# Cecilia Stegö Chilò
Cecilia Stegö Chilò (ur. 25 marca 1959 w Linköping, zm. 15 lutego 2025) – szwedzka polityk, dziennikarka i menedżer, w październiku 2006 minister kultury.

## Życiorys
Absolwentka nauk politycznych i ekonomii. Pracowała jako dziennikarka w gazecie „Svenska Dagbladet” oraz jako komentatorka w Sveriges Radio. Dołączyła do Umiarkowanej Partii Koalicyjnej, była wiceprzewodniczącą związanej z nią organizacji studenckiej FMSF oraz etatową działaczką partyjną. Opuściła swoje ugrupowanie w 1995, protestując przeciwko usunięciu z niego Björna von der Escha, opowiadającego się przeciwko przystąpieniu Szwecji do Unii Europejskiej. Prowadziła własną działalność gospodarczą, od 2005 pełniła funkcje dyrektora zarządzającego fundacji Stiftelsen Fritt Näringsliv oraz think tanku Timbro.
Po dziesięciu latach ponownie wstąpiła do Umiarkowanej Partii Koalicyjnej. 6 października 2006, po zwycięstwie Sojuszu w wyborach parlamentarnych, objęła stanowisko ministra kultury w rządzie Fredrika Reinfeldta. Ustąpiła 16 października tego samego roku, gdy ujawniono, że nie odprowadzała stosownych podatków związanych z zatrudnianiem opiekunki do dzieci i nie regulowała abonamentu telewizyjnego.
Powróciła później do sektora prywatnego, obejmując różne stanowiska w przedsiębiorstwach i organizacjach pozarządowych.